# Steven Ogg
Steven Ogg (Edmonton, 4 novembre 1973) è un attore canadese.
È conosciuto principalmente per essere l'attore di Trevor Philips nel videogioco Grand Theft Auto V e per il ruolo di Simon in  The Walking Dead.

## Biografia
Steven Ogg è nato ad Edmonton, Alberta ed è cresciuto a Calgary. Ha un figlio chiamato Bodhi, dal quale prende il nome il suo veicolo giocabile in Grand Theft Auto V

## Carriera
Ha iniziato la sua carriera di attore iniziando a recitare in serie televisive come Law & Order - I due volti della giustizia e Squadra emergenza, oltre a lavorare in teatro e come doppiatore. Dopo aver preso una pausa dalla recitazione (in modo da poter costruire una casa), fu assunto da Rockstar Games come doppiatore di Trevor Philips nel videogioco Grand Theft Auto V, dove presta al personaggio anche le sue sembianze.
Nel finale della stagione 6 di The Walking Dead debutta nel ruolo di Simon, braccio destro del leader dei Salvatori Negan, risultando uno dei principali antagonisti della 7 stagione . Negli anni successivi partecipa inoltre a diverse serie TV e film come Better Call Saul e Emancipation, con Will Smith, dove interpreta la figura del sergente Howard

## Filmografia

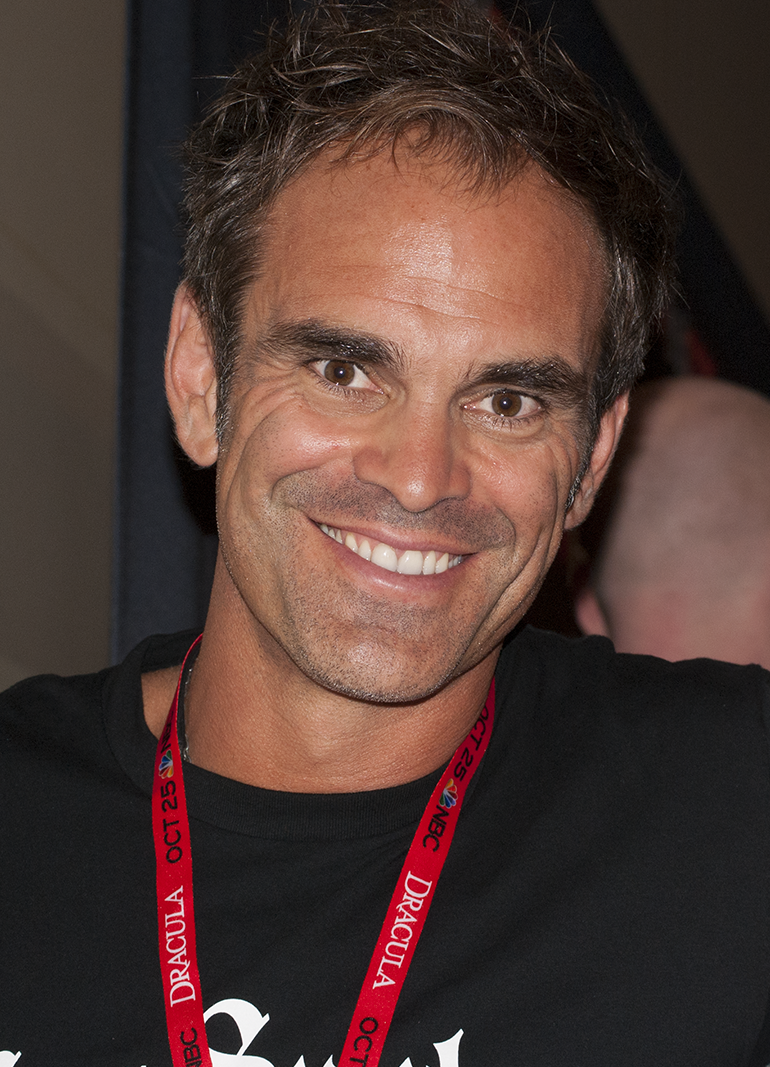
Steven Ogg al New York Comic-Con nel 2013

### Attore

#### Cinema
- Giving It Up, regia di Christopher Kublan (1999)
- Mail Order Bride, regia di Robert Capelli Jr. e Jeffrey Wolf (2003)
- He Never Died, regia di Jason Krawczyk (2015)
- Black Dog, Red Dog, regia di James Franco e Adriana Cepeda Espinosa (2015)
- The Escort, regia di Will Slocombe (2015)
- Solis - Trappola nello spazio, regia di Carl Strathie (2018)
- Patient 001, regia di Katie Fleischer (2018)
- The Short History of the Long Road, regia di Ani Simon-Kennedy (2019)
- Emancipation - Oltre la libertà (Emancipation), regia di Antoine Fuqua (2022)

#### Televisione
- Law & Order - I due volti della giustizia (Law & Order) – serie TV, episodio 10x20 (2000)
- Squadra emergenza (Third Watch) – serie TV, episodio 2x11 (2001)
- Unforgettable – serie TV, episodio 2x03 (2013)
- Person of Interest – serie TV, episodio 3x01 (2013)
- Broad City – serie TV, episodio 1x04 (2014)
- I misteri di Murdoch (Murdoch Mysteries) – serie TV, episodio 8x03 (2014)
- Better Call Saul – serie TV, episodi 1x09-5x05 (2015-2020)
- The Walking Dead – serie TV, 13 episodi (2016-2018)
- Rush: Inspired by Battlefield – miniserie TV, 10 puntate (2016)
- Westworld - Dove tutto è concesso (Westworld) – serie TV, 7 episodi (2016-2022)
- The Tick – serie TV, 6 episodi (2019)
- Snowpiercer – serie TV, 18 episodi (2020-2022)
- The Walking Dead: Dead City – serie TV, episodio 1x04 (2023)
- It's Florida, Man – serie TV, episodio 1x03 (2024)
- Revival – serie TV (2025)

#### Cortometraggi
- Thousand Dollar Shoes, regia di Evan Camfield (2002)
- Out There, regia di Jennifer Cho Suhr (2013)
- Disgrace, regia di J. Casey Modderno (2013)
- The Sandman, regia di Bobb Barito (2014)
- Kingdom Coming, regia di Alex Fofonoff (2014)
- Blackwell, regia di Ed Barnes (2015)

#### Doppiatore
- Alone in the Dark – videogioco (2008)
- Cursed Mountain – videogioco (2009)
- Grand Theft Auto V – videogioco (2013)

## Doppiatori italiani
Nelle versioni in italiano delle opere in cui ha recitato, Steven Ogg è stato doppiato da:
- Oreste Baldini in The Walking Dead, The Tick, Emancipation
- Giorgio Locuratolo in Law & Order - I due volti della giustizia
- Fabio Boccanera in Better Call Saul (ep.1x09)
- Paolo Marchese in Better Call Saul (ep.5x05)
- Roberto Fidecaro in Westworld - Dove tutto è concesso
- Stefano Thermes in Snowpiercer
- Massimiliano Virgilii in The Walking Dead: Dead City